# Ortona (cognome)
Ortona è un cognome di lingua italiana.

## Varianti
Il cognome non presenta varianti.

## Origine e diffusione
Il cognome è tipicamente centro-meridionale.
Potrebbe derivare dal toponimo Ortona; in alcuni casi potrebbe essere un cognome portato da famiglie di origine ebraica.

## Persone
- Egidio Ortona, diplomatico italiano
- Silvio Ortona, politico, partigiano e sindacalista italiano
- Ugo Ortona, pittore italiano